# Łomczewo
Łomczewo (prononciation : [wɔmˈt͡ʂɛvɔ], en allemand : Lümzow) est un village polonais de la gmina d'Okonek dans le powiat de Złotów de la voïvodie de Grande-Pologne dans le centre-ouest de la Pologne.
Il se situe à environ 3 km au nord-est d'Okonek (siège de la gmina), 24 km au nord-ouest de Złotów (siège du powiat), et à 128 km au nord de Poznań (capitale de la Grande-Pologne).
Le village possédait une population de 470 habitants en 2006.

## Histoire
De 1975 à 1998, le village faisait partie du territoire de la voïvodie de Piła.

Depuis 1999, Łomczewo est situé dans la voïvodie de Grande-Pologne.